# Antocha dafla
Antocha dafla är en tvåvingeart som beskrevs av Alexander 1969. Antocha dafla ingår i släktet Antocha och familjen småharkrankar. Inga underarter finns listade i Catalogue of Life.